# Alfred Baum (Komponist)
Alfred Baum (* 23. September 1904 in Zürich; † 30. September 1993 in Dietlikon) war ein Schweizer Komponist, Pianist und Organist.

## Leben und Wirken

### Werdegang
Alfred Baum wurde in Zürich als Sohn eines Orchestermusikers der Tonhalle geboren. Er studierte daselbst am Konservatorium für Musik Orgel bei Ernst Isler (1879–1944), Klavier bei Carl Baldegger und Walter Frey (1898–1985) sowie Komposition bei Volkmar Andreae (1879–1962). Weitere Studien erfolgten in Deutschland für Orgel bei Alfred Sittard (1878–1942), Organist an der Hamburger Michaeliskirche.
Von 1923 bis 1980 war er Organist an der reformierten Kirche Neumünster in Zürich. Von 1929 bis 1969 arbeitete er als Dozent für Klavier und Theorie am Konservatorium Winterthur (heute: Zürcher Hochschule der Künste, ZHdK). Von 1946 bis 1976 lehrte er als Dozent für Klavier und Kammermusik am Konservatorium Zürich (heute: Zürcher Hochschule der Künste, ZHdK).
Als Pianist machte sich Baum einen Namen als Interpret zeitgenössischer Musik. Er spielte als Solist mit dem Tonhalle-Orchester Zürich die Schweizer Erstaufführungen der Klavierkonzerte von Mario Peragallo (1954, Dirigent Erich Schmid), Ernst Krenek und Karl Amadeus Hartmann (1961, Dirigent Francis Travis).

### Komponist
Alfred Baum gehört mit Walter Schulthess (1894–1971), Paul Müller-Zürich (1898–1993), Robert Blum (1900–1994), Adolf Brunner (1901–1992), Huldreich Georg Früh (1903–1945), Ernst Hess (1912–1968), Hugo Pfister (1914–1969), Hermann Haller (1914–2002), Armin Schibler (1920–1986) und Franz Tischhauser (1921–2016) zu einer Gruppe Zürcher Komponisten des 20. Jahrhunderts.
Baum verbindet in seinen Werken einerseits Diatonik mit reicher Chromatik, andererseits pflegt er traditionsbewusst das spätromantische Erbe. Vereinzelt verwendet er auch feine Jazz-Elemente. Einen Schwerpunkt seines Schaffens bilden zahlreiche Orgelwerke, welche im Laufe seiner 57-jährigen Organistentätigkeit am Zürcher Neumünster entstanden.
Die Instrumentalkonzerte und Kammermusikwerke weisen zum Teil ungewöhnliche Besetzungen auf. Das Konzert für Trompete, Klavier, Pauke und Streichorchester (komponiert 1956/1960/1961/1966) könnte als Gegenstück zu Dmitri Schostakowitschs Konzert für Klavier, Trompete und Streichorchester in c-Moll, op. 35 (komponiert 1933) bezeichnet werden.
1940–1945 vertonte Baum mehrere Gedichte von Wilhelm Busch im Chanson-Stil, welche er mit seiner Frau Dora Baum-Maag (1909–1991) aufführte.
Während des Zweiten Weltkriegs lernte Baum im Aktivdienst in der Schweizer Armee den Maler Walter Jonas kennen. Gemeinsam realisierten sie 1946–1947 das interdisziplinäre Projekt «Tanzsuite». Dabei entstand eine Suite für Flöte, Viola und Klavier, die aus 17 Sätzen und Aquatinta-Radierungen besteht. Diese Bilder wurden im Konzert als Diapositive projiziert. 1955 arbeitete Baum mehrere Sätze für Bläserquintett und Klavier um.
Mehrere Werke wurden zu seinen Lebzeiten gedruckt. Baums Nachlass befindet sich in der Zentralbibliothek Zürich.

## Schüler (Auswahl)
Während seiner langjährigen pädagogischen Tätigkeit als Pianist an den Konservatorien Winterthur und Zürich bildete Alfred Baum zahlreiche Musiker aus, von denen viele sich später im schweizerischen Musikleben etablieren konnten.
- Giovanni Bria
- Laurenz Custer
- Jean-Pierre Druey
- Alfred Ehrismann
- Willi Gohl
- Ursula Hauser
- Alex Hug
- Ruth Rohner
- Maximilian Schell
- Klaus Wolters

## Kompositionen

### Orgelwerke

#### Originalwerke
Freie Orgelwerke
- Canzona d-Moll (M)
- Fantasie über BACH (komp. 1977; Kunzelmann)
- Fantasie, Interludium, Fuge e-Moll (komp. 1976; Kunzelmann)
- Sieben kleine Präludien (1970, M)
- Sieben kleine Präludien (1976, M)
- Toccata Aria Fantasie (1963, M)

Freie Orgelkomposition (Kunzelmann)
- Andante e-Moll
- Fantasie D-Dur
- Introduktion und Passacaglia
- Präludium d-Moll
- Präludium C-Dur
- Präludium und Fuge C-Dur
- Prière
- Toccatina a-Moll

Zeitgenössische Orgelmusik im Gottesdienst
- Aria
- Interludium (Pastorale)
- Präludium und Fuge F-Dur

Das Kirchenjahr – 9 Choralfantasien (Kunzelmann)
- O Heiland, reiss die Himmel auf
- Kommt und lasst uns/Josef, lieber Josef (Singet frisch und wohlgemut)
- Herr der Stunden
- Herzliebster Jesu
- Erschienen ist der herrlich Tag
- Der Herr fährt glorreich in die Höh (Wir treten in das neue Jahr)
- Nun bitten wir den heiligen Geist
- Kommt her des Königs Aufgebot
- Erhalt uns Herr, bei deinem Wort

Fantasie über «Trittst im Morgenrot daher» (Auftrag Radio Zürich)
Diverse Orgelstücke
- Duo
- Fughette e-Moll
- Pastorale und Choral über ein eigenes Thema
- Präludium und Fuge C-c
- Toccata (1964) (Stäbi)
- Meditation

4 kleine Fantasien
- Fantasie C-Dur
- Hymnus
- Fantasie über ein Negrospiritual (Calvary)
- Fantasie über ein Maorilied (Neuseeland)

#### Sammlungen
- 20 Orgelstücke alter Meister (Hug, G.H. 9131)
- 20 Orgelstücke alter Meister (neue Folge; Hug, G.H. 9391)
- Ausgewählte Sätze von Johann Sebastian Bach.
- 20 freie Orgelstücke.

#### Einzelwerke
- T. Albinoni: Grave-Adagio und Adagio aus der Sonate für Violine und Basso Continuo.
- W. A. Mozart: Andante für 2 Klarinetten in B, 2 Bassetthörner und Fagott.

### Zu Lebzeiten gedruckte Werke
Originalwerke
- Lieder aus dem Schneckenhaus für 1 Singstimme und Klavier (Verlag: Hug/Zürich; G.H. 9263)
- 20 kleine Klavierstücke (Verlag: Edition Kunzelmann; GM 174)
- 12 Stücke für Klavier zu 4 Händen (Verlag: Edition Kunzelmann; GM 851)
- Psalm 118 für Chor, Streicher und Orgel (Verlag: Ruh/CH-Adliswil 1966; ER 1120)
- Choralpartita «Herr Gott, dich loben alle wir» für Blechbläser und Orgel (Verlag: Ruh/CH-Adliswil; ER 1064)
- Choralpartita «Wachet auf, ruft uns die Stimme» für Blechbläser und Orgel (Verlag: Ruh/Adliswil; ER 1111)
- Das Kirchenjahr, 9 Choralfantasien zu kirchlichen Feiertagen (Verlag: Edition Kunzelmann; GM 764)
- Zeitgenössische Musik im Gottesdienst: Aria, Präludium F-Dur, Interludium (Pastorale) für Orgel (Verlag: Edition Eulenburg; unter No. H 2006d in die Hinrichsen Edition aufgenommen)
- Variationen über «All Morgen ist ganz frisch und neu» (gedruckt bei: bbj-Druck, Dübendorf, zirka 1977)
- Freie Orgelkompositionen (Verlag: Edition Kunzelmann; GM 98)
- Fantasie über «Trittst im Morgenrot daher» Schweizerpsalm (Verlag: Edition Kunzelmann; GM 908)
- Fantasie für Flöte und Klavier (Verlag: Edition Kunzelmann; GM 909)

Bearbeitungen
- 20 Orgelstücke alter Meister. Enthält Werke von J. S. Bach; J. Chr. Smith; G. Fr. Händel; A. Vivaldi; Joh. Speth; W. H. Pachelbel; J. F. Dandrieu; L. N. Clérambault (Verlag: Hug/Zürich; G.H. 9391)
- 20 freie Orgelstücke aus der Barockzeit. Orgelkompositionen und Übertragungen, bearbeitet und herausgegeben von Alfred Baum (Verlag: Edition Kunzelmann; GM 857)
- J. S. Bach: Ausgewählte Sätze aus Kammermusikwerken und Kirchenkantaten für Orgel übertragen von Alfred Baum (Verlag: Edition Kunzelmann; GM 858)
- W. A. Mozart: Andantino in B-Dur, KV Anh 46 (Fragment, vollendet von Alfred Baum), für Violoncello und Klavier (Verlag: Hug; G.H. 11318)

### Postum herausgegebene Werke
- Introduktion und Variationen für Violoncello und Orgel (Carus-Verlag)
- Invocation für Violoncello und Orgel (Carus-Verlag)
- 3 Tanzstücke für Klavier (Verlag: LiCasti)
- Sonatine für Klavier (Verlag: LiCasti)
- Andante für Flöte (Blockflöte) und Klavier (Cembalo) (Verlag: LiCasti)
- Fantasie über ein altes Volkslied für Flöte (Blockflöte) und Orgel (Cembalo) (Verlag: LiCasti)
- Sonatine für Blockflöte (Querflöte) und Cembalo (Klavier) (Verlag: LiCasti)
- Orgelwerke (zum 100. Geburtstag, herausgegeben von Lehel Donáth): Toccata – Fantasie über B-A-C-H – Fantasie, Interludium und Fuge in e. (Verlag: Edition Kunzelmann; GM 688)